# Alberto Rey
Alberto Rey, född 12 november 1966, är en belgisk skådespelare i amerikansk pornografisk film, som medverkat i över 250 filmer sedan 1993. Han är mest känd för att ha medverkat i Peter Norths North Pole-filmer. Han har även medverkat i en parodi på Terminator-filmerna, Penetrator 2: Grudge Day (1995), samt spelar den fängelsevakt som våldtar Katja Kean i Lars von Triers Pink Prison (1999).